# Gruppo dei pionieri

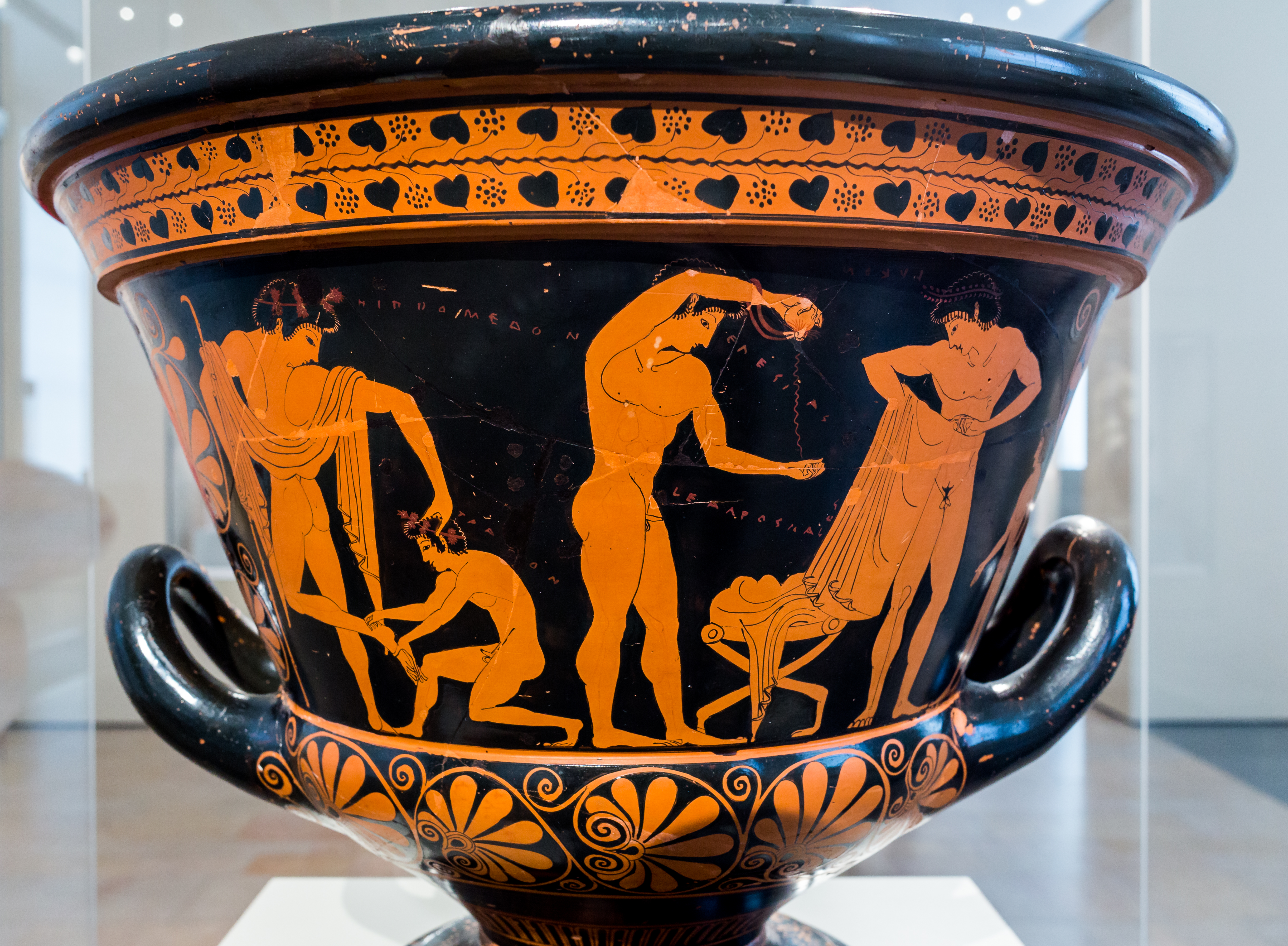
Eufronio, Cratere con scene di palestra

Gruppo dei pionieri (o semplicemente I Pionieri) è il nome sotto il quale John Beazley ha riunito un insieme di ceramografi greci tardo arcaici attivi in Attica nel primo periodo della ceramica a figure rosse tra il 525 e il 500 a.C. i quali, pur non essendo stati gli inventori della nuova tecnica che stava per sostituire le figure nere, ne hanno mostrato tutte le potenzialità nella composizione, nel disegno, nello studio anatomico e nella rappresentazione del movimento, indicando la direzione per lo stabilirsi del nuovo stile.

## Storia
Se i Pionieri non sono stati propriamente un "gruppo" o una bottega di vasai per l'esistenza della quale non si possiedono testimonianze di alcun tipo, questi artigiani, come sottolinea John Boardman,  sembravano riconoscere se stessi come appartenenti ad una cerchia orgogliosamente consapevole del proprio valore nella tendenza a firmare i propri vasi, a lanciarsi reciproche scherzose sfide di abilità, ad utilizzare la parola scritta in un modo più estensivo di quanto avvenisse in precedenza, richiamandosi l'un l'altro con un linguaggio da iniziati che testimonia del livello di erudizione posseduto e che era particolarmente apprezzato dai compratori. La dozzina di ceramografi identificati non esaurisce il numero delle personalità presenti all'interno del gruppo; i rappresentanti maggiormente noti e dotati furono Eufronio, più avanti attivo solo come vasaio a giudicare dalle firme, Eutimide e Phintias specializzati in vasi di più grande dimensione decorati con scene dedicate al mito, agli atleti o ai piaceri della tavola. Tra le altre personalità individuate: il Pittore di Dikaios, il Pittore di Gales, Hypsis, il Pittore di Acropoli 24, il Gruppo di Pezzino, Smikros, il Pittore di Sosia.
I simposi e le scene in palestra erano i soggetti più frequenti sui vasi del gruppo, ed erano tra le attività, insieme a quelle legate alla guerra, più presenti nella vita dei giovani ateniesi delle classi sociali superiori e più ricche. Che le scene sui vasi si riferissero esattamente a questo contesto sociale, la gioventù che circondava i figli di Pisistrato, è confermato dai nomi iscritti sui vasi nella frequente formula di kalos, come quelli di Leagros e Phayllos, entrambi appartenenti a figure storiche, il primo ad un futuro stratega, il secondo ad un famoso e ricco atleta del tempo.